# Abraham Pais
Abraham ("Bram") Pais (Amsterdão, 19 de maio de 1918 — Copenhaga, 28 de julho de 2000) foi um físico e historiador da ciência neerlandês, naturalizado norte-americano. Obteve doutorado pela Universidade de Utrecht pouco antes da proibição nazista do ingresso de judeus em universidades durante a Segunda Guerra Mundial em seu país. Quando os nazistas começaram a realocação forçada de judeus neerlandeses, se escondeu, mas depois foi preso e salvo apenas no final da guerra. Então serviu como assistente de Niels Bohr na Dinamarca e mais tarde foi colega de Albert Einstein no Instituto de Estudos Avançados em Princeton. Escreveu livros documentando a vida desses dois grandes físicos e as contribuições que eles e outros fizeram para a física moderna. Foi professor de física na Universidade Rockefeller até sua aposentadoria.

## Vida
Abraham Pais estudava Física na Universidade de Utrecht, quando os nazistas, em maio de 1940, ocuparam os Países Baixos. Em junho de 1941, poucos dias antes de todos os judeus serem proibidos de freqüentar as Universidades, ele consegue ainda apresentar sua monografia. Seu trabalho chama a atenção de Niels Bohr que quer levá-lo para o seu país, Dinamarca. Mas Pais precisa fugir da perseguição da Gestapo e vive por mais de um ano escondido nos Países Baixos. Pouco antes do final da Segunda Guerra Mundial Pais é capturado pela Gestapo, mas ele sobrevive.
Depois da guerra ele trabalhou finalmente no Instituto para Física Teórica em Copenhague. Em 1946 transferiu-se, como físico teórico, para o Instituto de Estudos Avançados de Princeton, onde recebeu o apelido de "Senhor Teoria Quântica" e conhece Albert Einstein.
Suas mais importantes contribuições dizem respeito à teoria moderna das partículas elementares. Em 1941 marca prótons e nêutrons com o conceito de "Núcleo atômico", em 1952 explica como uma determinada partícula subatômica pode rapidamente surgir, mas demorar muito tempo para se desintegrar, em 1955 publicou um trabalho teórico muito aguardado sobre as leis da mecânica quântica. Dos conhecimentos ali descritos os físicos Val Logsdon Fitch e James Watson Cronin retiraram anos mais tarde a base para as experiências que lhes deram o Prêmio Nobel de Física em 1980.
Em 1956 foi naturalizado cidadão dos Estados Unidos. Sua auto-biografia A Tale of Two Continents (Princeton, 1997) conta a sua história de vida como físico em um mundo turbulento. 
Pais talvez tenha ficado mais conhecido pela sua biografia de Albert Einstein, "Sutil é o Senhor..." (em inglês: Subtle is the Lord, Oxford, 1982), e sua seqüência, "Einstein Viveu Aqui" (em inglês: Einstein Lived Here). 
Ele escreveu também a história dos físicos no século XX, Inward Bound (Oxford, 1986), uma biografia de Niels Bohr, Niels Bohr's Times, In Physics, Philosophy and Polity (Oxford, 1991), e "Os Gênios da Ciência" (em inglês: The Genius of Science: A Portrait Gallery (Oxford, 2000). 
Abraham Pais foi ainda professor de Física na Universidade Rockefeller, membro da Academia Nacional das Ciências, da Sociedade Americana de Filosofia e da Academia Americana das Artes e Ciências. Faleceu em 2000, aos 82 anos. 
É descendente de judeus sefarditas que vieram de Portugal no século dezassete, tomando daí o seu sobrenome Pais.

## Livros publicados

### Originais
- Subtle is the Lord: The Science and the Life of Albert Einstein. New York: Oxford University Press, 1982.
- Inward Bound: Of Matter and Forces in the Physical World. Clarendon Press, 1986.
- Niehls Bohr's Times: In Physics, Philosophy, and Polity. Oxford University Press, 1991.
- Einstein lived here, Clarendon Press, 1994.
- Twentieth Century Physics, Second Edition. (als Mit-Herausgeber). Institute of Physics Publishing, 1995.
- A Tale of two continents: A Physicist's Life in a Turbulent World. Princeton University Press, 1997.
- Paul Dirac: The Man and His Work. Cambridge University Press, 1998.
- The Genius of Science: A Portrait Gallery of 20th-Century Physicists. Oxford University Press, 2000.
- J. Robert Oppenheimer. Oxford University Press Inc, USA. publicação póstuma 2006 com a colaboração de Robert P. Crease.

### Em português
- Sutil é o Senhor... A Ciência e a Vida de Albert Einstein. Nova Fronteira, 1995, ISBN 85-209-0631-1.
- Einstein Viveu Aqui, Nova Fronteira, 1997, ISBN 85-209-0830-6.
- Os Gênios da Ciência. Gradiva, ISBN 972-662-844-X.